# 東安多弗 (緬因州)
東安多弗（英語：East Andover）是位於美國緬因州牛津縣的一個非建制地區。

## 地理
東安多弗所處的海拔為高於海平面210米（即689英呎），而該地所採用的時區為UTC-5，即北美东部時區（EST）。同時該地設有夏令時間，為UTC-5調快一小時，即UTC-4（EDT）。